# Pruimenpage
De pruimenpage (Satyrium pruni) is een dagvlinder uit de familie Lycaenidae (kleine pages, vuurvlinders en blauwtjes). De spanwijdte van de vlinder bedraagt 34 tot 40 millimeter.
Als waardplant wordt de sleedoorn veelal gebruikt. De vlinder leeft in gebieden met gemengd bos, heggen en struwelen.
De vlinder komt vooral in Centraal-Europa voor. In Nederland wordt de vlinder zelden aangetroffen, terwijl in Vlaanderen de vlinder kwetsbaar is.
De vliegtijd is van mei tot in juli.